# Super Bowl XLIII
Super Bowl XLIII was de 43ste editie van de Super Bowl, een Americanfootballwedstrijd tussen de kampioenen van de National Football Conference en de American Football Conference waarin bepaald werd wie de absolute kampioen is van de National Football League voor het seizoen van 2008. Op 18 januari 2009 werden de Arizona Cardinals kampioen van de NFC en de Pittsburgh Steelers van de AFC.
De wedstrijd is gespeeld op 1 februari 2009 in het Raymond James Stadium te Tampa (Florida). De Cardinals namen de rol van thuisploeg op zich, zoals de gewoonte is voor NFC kampioenen in oneven edities van de Super Bowl.

## Teams

### Arizona Cardinals
De Cardinals, die voor het laatst in 1947 NFL kampioen werden - dit was nog in de periode dat er nog geen Super Bowl werd gespeeld - worden gecoacht door Ken Whisenhunt. Belangrijke spelers in de offense van de Cardinals zijn QB Kurt Warner en WR Larry Fitzgerald. Kurt Warner behaalde in het seizoen van 1999 reeds een Super Bowl Ring met de St. Louis Rams en werd MVP.. Warner heeft overigens ook ooit bij de Amsterdam Admirals gespeeld.

### Pittsburgh Steelers
De Steelers hebben het record van meeste Super Bowl overwinningen gebroken door voor de 6de maal in hun bestaan de Super Bowl te Winnen. De Steelers moesten het vooral hebben van QB Ben Roethlisberger en een ijzersterke defense.

## Optredens

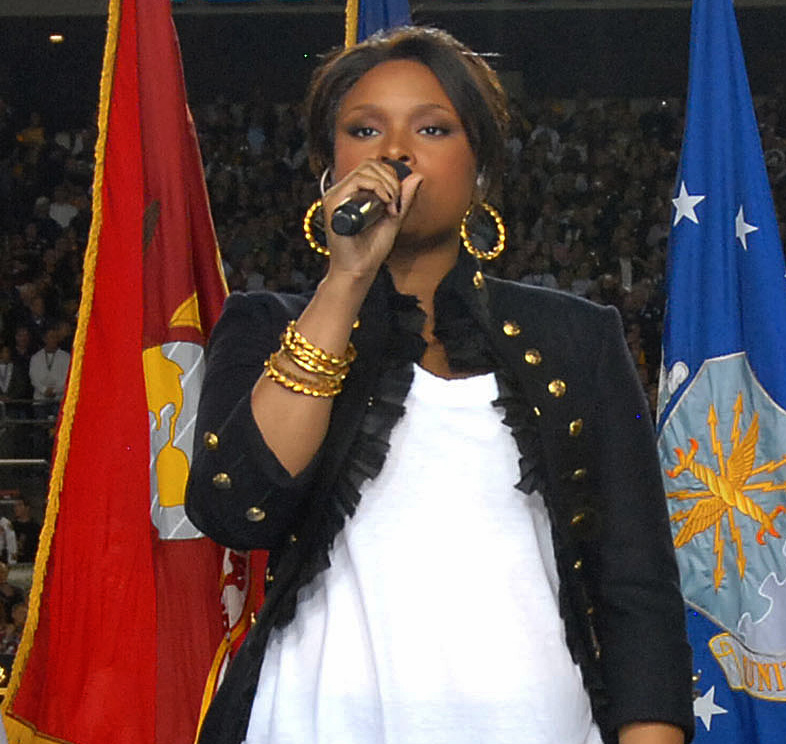
Jennifer Hudson, Amerikaans volkslied

Het optreden voor de wedstrijd werd verzorgd door Journey. Het Amerikaans volkslied werd gezongen door Jennifer Hudson, die zo haar eerste openbare verschijning maakte sinds de moord op haar moeder, broer en neefje.
Bruce Springsteen en de E Street Band traden op in de halftime show.

## Reclame
Ondanks de negatieve trends in de economie, kostte het uitzenden van 1 spotje van 30 seconden een recordbedrag van US $ 3.000.000. Ook werden er een aantal exclusieve filmtrailers getoond van Transformers: Revenge of the Fallen, Pixars Up, Dreamworks' Monsters vs. Aliens en de nieuwe Star Trek.

## Play-offs
Play-offs gespeeld na het reguliere seizoen.
| Geplaatste teams | Geplaatste teams                    | Geplaatste teams                  |
| Plaats           | AFC                                 | NFC                               |
| ---------------- | ----------------------------------- | --------------------------------- |
| 1                | Tennessee Titans (Zuid-winnaar)     | New York Giants (Oost-winnaar)    |
| 2                | Pittsburgh Steelers (Noord-winnaar) | Carolina Panthers (Zuid-winnaar)  |
| 3                | Miami Dolphins (Oost-winnaar)       | Minnesota Vikings (Noord-winnaar) |
| 4                | San Diego Chargers (West-winnaar)   | Arizona Cardinals (West-winnaar)  |
| 5                | Indianapolis Colts                  | Atlanta Falcons                   |
| 6                | Baltimore Ravens                    | Philadelphia Eagles               |

|  | Wildcard Play-offs                    | Wildcard Play-offs                    |                                        |                      | Divisional Play-offs             | Divisional Play-offs             |                               |                               | NFC & AFC Championships | NFC & AFC Championships |  |  | Super Bowl XLIII | Super Bowl XLIII |
|  |                                       |                                       |                                        |                      |                                  |                                  |                               |                               |                         |                         |  |  |                  |                  |
|  | University of Phoenix Stadium, 3 jan. | University of Phoenix Stadium, 3 jan. |                                        |                      | Bank of America Stadium, 10 jan. | Bank of America Stadium, 10 jan. |                               |                               |                         |                         |  |  |                  |                  |
|  | University of Phoenix Stadium, 3 jan. | University of Phoenix Stadium, 3 jan. | University of Phoenix Stadium, 18 jan. |                      | Bank of America Stadium, 10 jan. | Bank of America Stadium, 10 jan. |                               |                               |                         |                         |  |  |                  |                  |
|  | University of Phoenix Stadium, 3 jan. | University of Phoenix Stadium, 3 jan. | Carolina Panthers                      | 13                   |                                  |                                  |                               |                               |                         |                         |  |  |                  |                  |
|  | Arizona Cardinals                     | 30                                    | Carolina Panthers                      | 13                   |                                  |                                  |                               |                               |                         |                         |  |  |                  |                  |
|  | Arizona Cardinals                     | 30                                    |                                        | Arizona Cardinals    | 33                               |                                  |                               |                               |                         |                         |  |  |                  |                  |
|  | Atlanta Falcons                       | 24                                    |                                        | Arizona Cardinals    | 33                               | Arizona Cardinals                | 32                            |                               |                         |                         |  |  |                  |                  |
|  | Atlanta Falcons                       | 24                                    | Giants Stadium, 11 jan.                |                      |                                  | Arizona Cardinals                | 32                            |                               |                         |                         |  |  |                  |                  |
|  | Hubert H. Humphrey Metrodome, 4 jan.  | Hubert H. Humphrey Metrodome, 4 jan.  |                                        | Philadelphia Eagles  | 25                               |                                  | Raymond James Stadium, 1 feb. | Raymond James Stadium, 1 feb. |                         |                         |  |  |                  |                  |
|  | Hubert H. Humphrey Metrodome, 4 jan.  | Hubert H. Humphrey Metrodome, 4 jan.  | New York Giants                        | Philadelphia Eagles  | 25                               | 11                               | Raymond James Stadium, 1 feb. | Raymond James Stadium, 1 feb. |                         |                         |  |  |                  |                  |
|  | Minnesota Vikings                     | 14                                    | New York Giants                        |                      |                                  | 11                               | Raymond James Stadium, 1 feb. | Raymond James Stadium, 1 feb. |                         |                         |  |  |                  |                  |
|  | Minnesota Vikings                     | 14                                    |                                        | Philadelphia Eagles  | 23                               |                                  | Raymond James Stadium, 1 feb. | Raymond James Stadium, 1 feb. |                         |                         |  |  |                  |                  |
|  | Philadelphia Eagles                   | 26                                    |                                        | Philadelphia Eagles  | 23                               | Arizona Cardinals                | 23                            |                               |                         |                         |  |  |                  |                  |
|  | Philadelphia Eagles                   | 26                                    | Heinz Field, 11 jan.                   |                      |                                  | Arizona Cardinals                | 23                            |                               |                         |                         |  |  |                  |                  |
|  | Qualcomm Stadium, 3 jan.              | Qualcomm Stadium, 3 jan.              | Heinz Field, 18 jan.                   | Heinz Field, 18 jan. |                                  | Pittsburgh Steelers              | 27                            |                               |                         |                         |  |  |                  |                  |
|  | Qualcomm Stadium, 3 jan.              | Qualcomm Stadium, 3 jan.              | Heinz Field, 18 jan.                   | Heinz Field, 18 jan. | Pittsburgh Steelers              | Pittsburgh Steelers              | 27                            | 35                            |                         |                         |  |  |                  |                  |
|  | San Diego Chargers                    | 23*                                   | Heinz Field, 18 jan.                   | Heinz Field, 18 jan. | Pittsburgh Steelers              |                                  |                               | 35                            |                         |                         |  |  |                  |                  |
|  | San Diego Chargers                    | 23*                                   | Heinz Field, 18 jan.                   | Heinz Field, 18 jan. |                                  | San Diego Chargers               | 24                            |                               |                         |                         |  |  |                  |                  |
|  | Indianapolis Colts                    | 17                                    |                                        | Pittsburgh Steelers  | 23                               | San Diego Chargers               | 24                            |                               |                         |                         |  |  |                  |                  |
|  | Indianapolis Colts                    | 17                                    | LP Field, 10 jan.                      | Pittsburgh Steelers  | 23                               |                                  |                               |                               |                         |                         |  |  |                  |                  |
|  | Dolphin Stadium, 4 jan.               | Dolphin Stadium, 4 jan.               |                                        | Baltimore Ravens     | 14                               |                                  |                               |                               |                         |                         |  |  |                  |                  |
|  | Dolphin Stadium, 4 jan.               | Dolphin Stadium, 4 jan.               | Tennessee Titans                       | Baltimore Ravens     | 14                               | 10                               |                               |                               |                         |                         |  |  |                  |                  |
|  | Miami Dolphins                        | 9                                     | Tennessee Titans                       |                      |                                  | 10                               |                               |                               |                         |                         |  |  |                  |                  |
|  | Miami Dolphins                        | 9                                     |                                        | Baltimore Ravens     | 13                               |                                  |                               |                               |                         |                         |  |  |                  |                  |
|  | Baltimore Ravens                      | 27                                    |                                        | Baltimore Ravens     | 13                               |                                  |                               |                               |                         |                         |  |  |                  |                  |
|  | Baltimore Ravens                      | 27                                    |                                        |                      |                                  |                                  |                               |                               |                         |                         |  |  |                  |                  |

* Na verlenging